# Parallelia takaoensis
Parallelia takaoensis är en fjärilsart som beskrevs av Alfred Ernest Wileman 1914. Parallelia takaoensis ingår i släktet Parallelia och familjen nattflyn. Inga underarter finns listade i Catalogue of Life.